# Leon Bilicki
Leon Tyburcy Bilicki (Bielicki) herbu Pobóg (ur. ok. 1755, zm. po 1794) – generał major ziemi sochaczewskiej w powstaniu kościuszkowskim, porucznik 2 Brygady Kawalerii Narodowej w 1791 roku.
Dziedzic z sochaczewskiego. W 1789 roku wybrany deputatem na Trybunał Koronny z województwa brzeskokujawskiego. W latach 1772–1790 służył jako porucznik w kawalerii narodowej koronnej. Odszedł ze służby z powodu stanu zdrowia. Po wybuchu powstania 1794 organizował milicję pieszą i konną. 11 września 1794 mianowany generałem majorem milicji powiatu sochaczewskiego. Zaliczony do bardziej aktywnych generałów ziemiańskich. Sukcesów militarnych nie odniósł.